# الهدى (جريدة)
الهدى هي جريدة مهجرية باللغة العربية تأسست في فيلادلفيا في الولايات المتحدة في أواخر القرن التاسع عشر من قبل الناشر اللبناني نعوم مكرزل وتصدر كل أسبوعين. اُصدر عددها الأول في 22 فبراير 1898. انتقلت مكاتب الصحيفة إلى مدينة نيويورك في 1902 أين أصبحت يومية بداية من 25 أغسطس من نفس السنة. ظل نعوم مكرزل مالك الجريدة ورئيس تحريرها لغاية وفاته في 1932. بعد ذلك أشرف على الجريدة شقيقه سلوم مكرزل وبعد وفاة سلّوم تعهّدتها إبنته ماري قبل أن تبيعها للناشر البارز فارس أسطفان. وكتب في الصحيفة عدة كتاب من أبرزهم فيليكس فارس.

## وصلات خارجية
- عدد من جريدة الهدى في 1940 جمعية شارع واشنطن التاريخية

‌